# Catedral de San Bernardo
La Catedral de San Bernardo es el principal templo y sede del Obispado de San Bernardo, ubicada a un costado de la Plaza de Armas de San Bernardo.
La catedral original fue construida entre 1821 y 1822, como sede de la parroquia de la ciudad. Funcionó de esa forma hasta el año 1987, cuando fue elevada a catedral de la nueva Diócesis de San Bernardo. Los terremotos que debió soportar y algunas deficiencias estructurales llevaron a destruir el templo, construyendo uno nuevo en su lugar, que fue finalmente inaugurado el 25 de noviembre de 2000, siendo consagrada por el Cardenal Darío Castrillón Hoyos, Legado Pontificio para la celebración del Jubileo del 2000 en Chile.